# Harpalyce macrocarpa
Harpalyce macrocarpa là một loài thực vật có hoa trong họ Đậu. Loài này được Britton & Wilson miêu tả khoa học đầu tiên.